# Konice (district de Prostějov)
Pour les articles homonymes, voir Konice.
Konice (en allemand : Konitz) est une ville du district de Prostějov, dans la région d'Olomouc, en Tchéquie. Sa population s'élevait à 2 664 habitants en 2025.

## Géographie
Konice se trouve à 27 km à l'ouest d'Olomouc, à 49 km au nord-nord-ouest de Brno et à 185 km à l'est-sud-est de Prague.

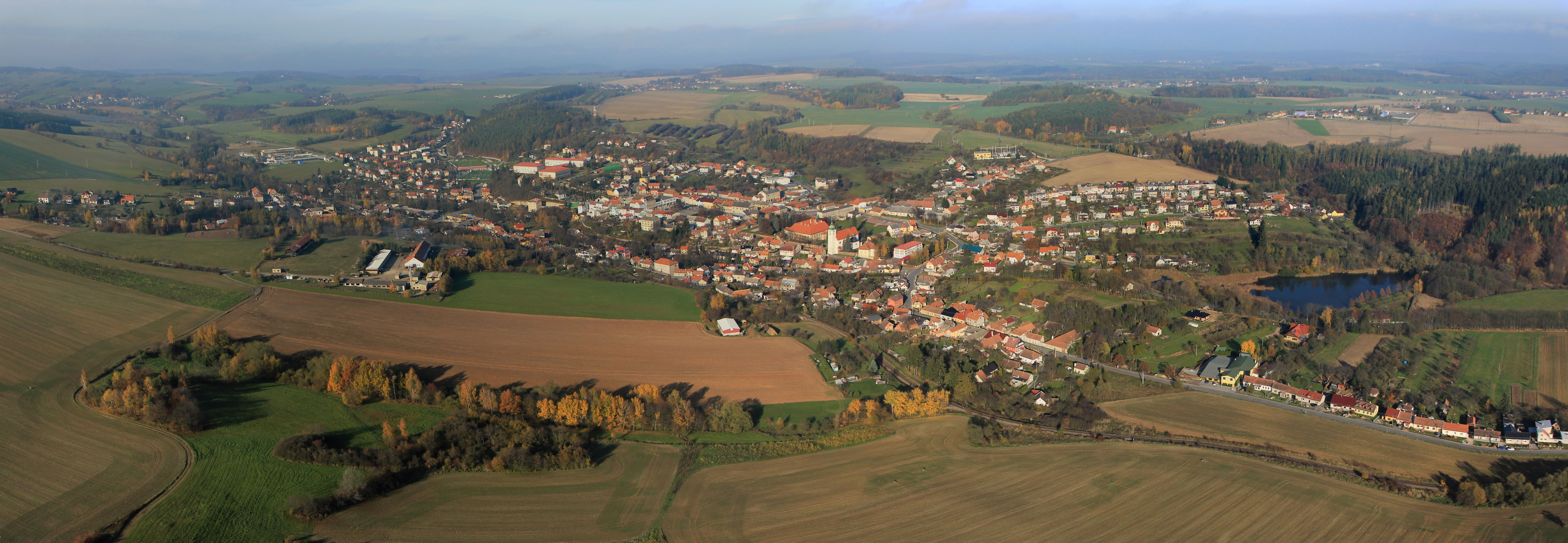
Panorama de Konice.

La commune se compose de deux parties, séparées par la commune de Přemyslovice. La partie principale est limitée par Dzbel, Jesenec, Ludmírov et Březsko au nord, par Ochoz, Budětsko et Přemyslovice à l'est, par Stražisko et Suchdol au sud, par Brodek u Konice au sud-ouest, et par Skřípov à l'ouest. Le quartier de Nová Dědina est limité par Budětsko au nord, par Laškov à l'est et par Přemyslovice au sud et à l'ouest.

## Histoire
La première mention écrite de la localité date de 1200.

## Administration
La commune se compose de six sections :
- Konice
- Čunín
- Křemenec
- Ladín
- Nová Dědina
- Runářov

## Galerie

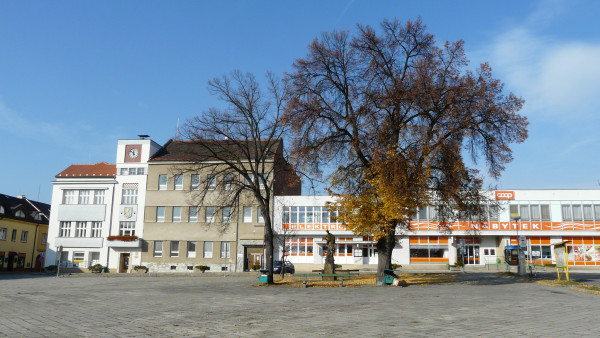
Place Masaryk.
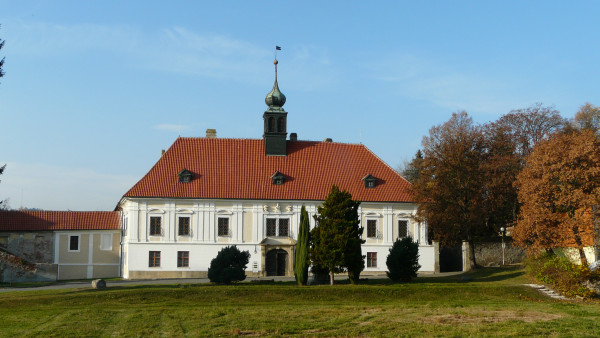
Château de Konice.

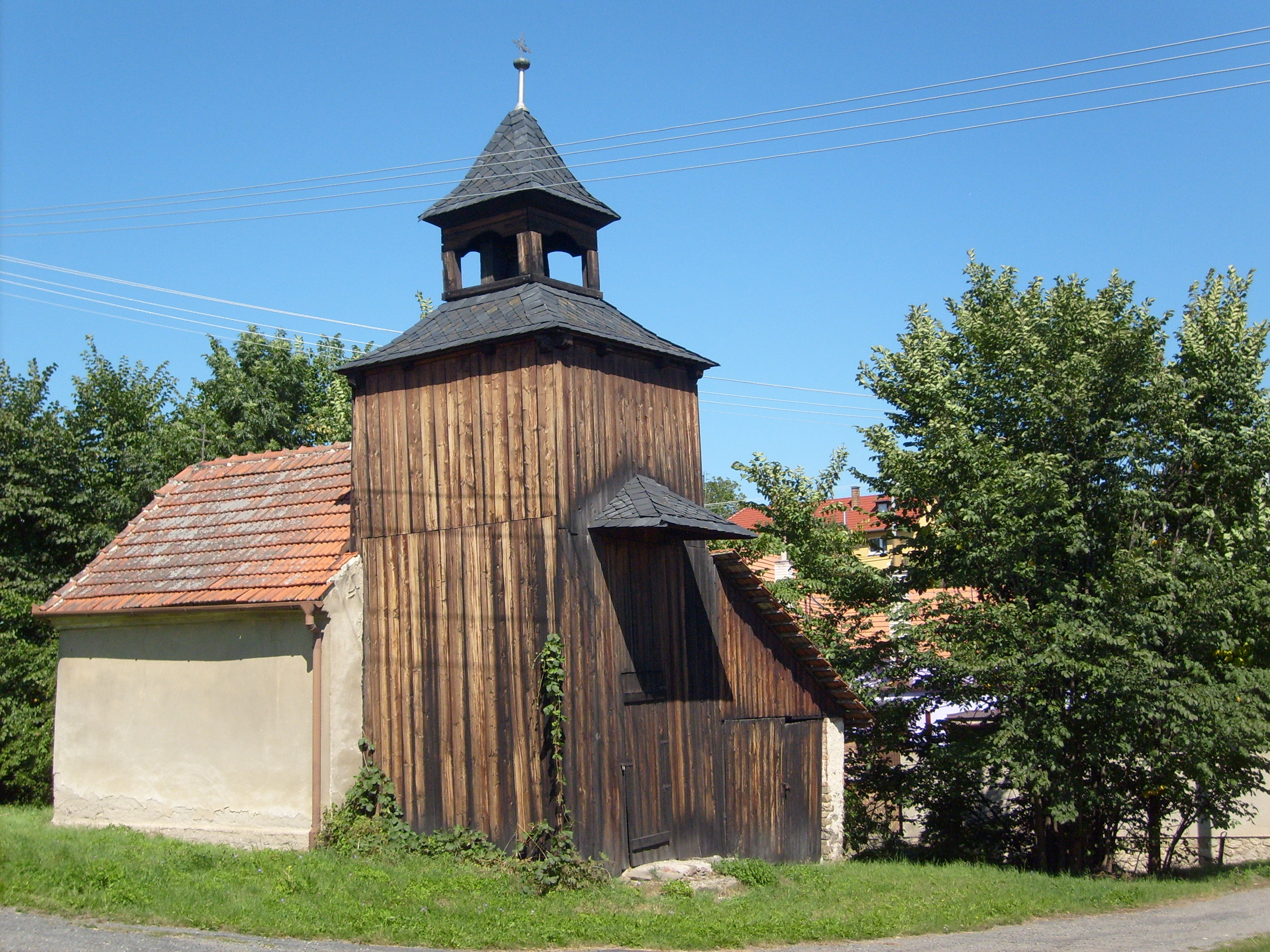
Chapelle à Runářov.
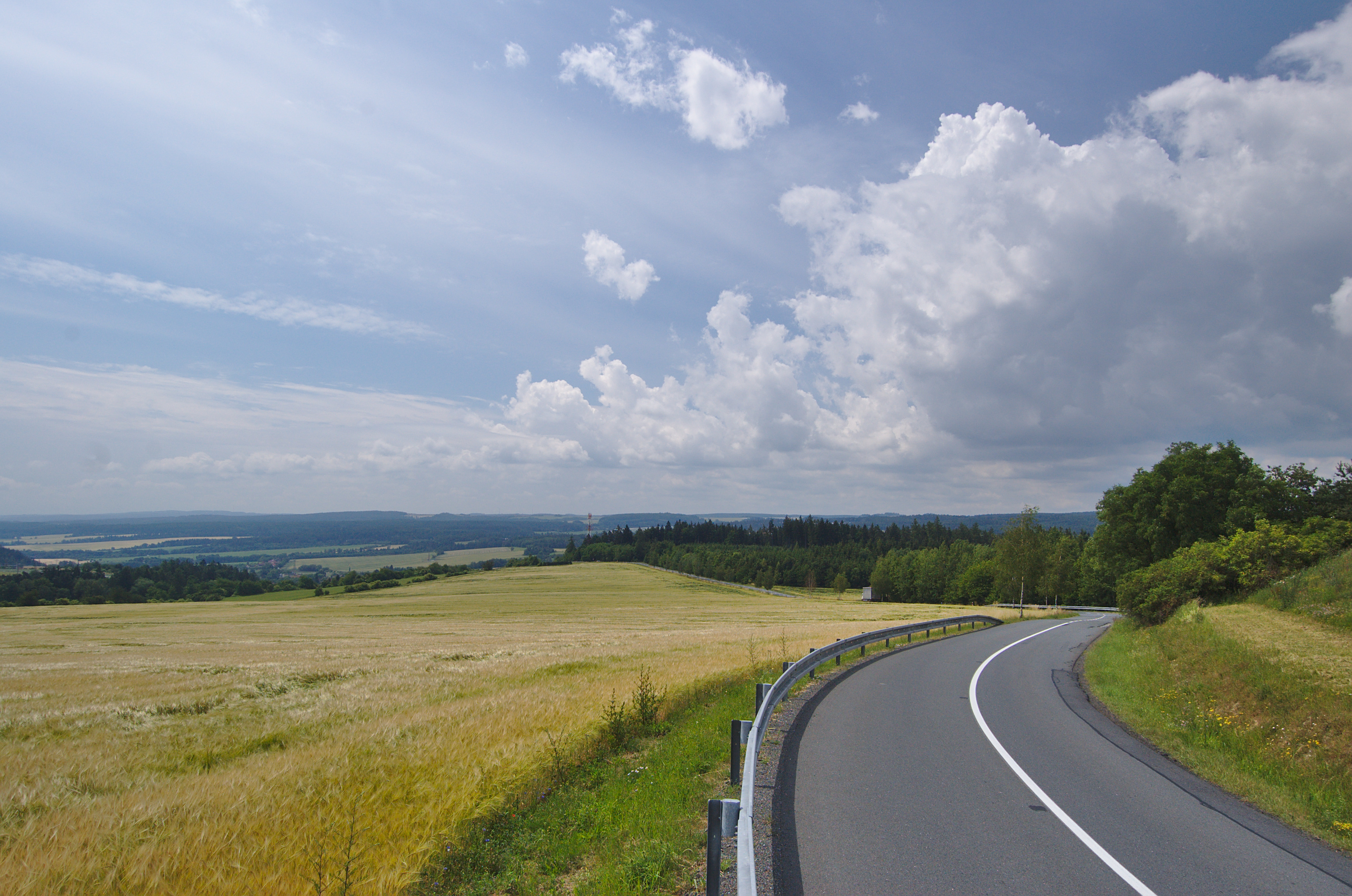
Vue sur Konicko et Drahanská vrchovina.

## Transports
Par la route, Konice se trouve à 23 km de Prostějov, à 30 km d'Olomouc et à 234 km de Prague.